# 옥테인값
옥테인값(octane rating, octane number) 또는 옥탄가는 휘발유의 노킹 정도를 측정하는 값으로, 원래 2,2,4-트라이메틸펜테인(속칭 아이소옥테인)을 100, n-헵테인을 0으로 하여 휘발유의 안티노킹 정도와 두 탄화수소의 혼합물의 노킹정도가 같을때, 트라이메틸펜테인의 분율을 퍼센트로 한 값이다. 
그러나 100보다 더 안티노킹이 잘되는 (노킹이 덜 일어나는) 물질이 발견됨에 따라 다른 옥탄가의 측정방식도 생겼다. 옥탄가가 높을수록, 노킹에 대한 저항성이 높을수록 고급 휘발유이다. 테트라에틸납이나 Methyl tert-butyl ether를 첨가하면 옥탄가를 높일수 있다.

## 개요
휘발유는 수백 가지의 탄화수소가 섞여 있는 혼합물로 이 탄화수소는 약 25가지 정도로 구성되어 있다. 각 탄화수소는 엔진에서 서로 다르게 연소된다. 엔진도 종류에 따라서 작동이 되는 휘발유가 한정되어 있다.
엔진의 종류는 휘발유의 증기와 공기가 혼합된 혼합기가 실린더에 압축되는 정도, 즉 압축비에 따라 결정된다. 압축비가 높을 수록 혼합기를 더 많이 압축한다.
가솔린 엔진은 혼합기를 압축하면서 온도가 상승할 때 점화 플러그에서 스파크를 내어 점화시키는데, 실린더 내부의 온도가 상승하거나, 혼합기가 압축되면서 온도가 상승할 경우, 점화시키기 전에 온도 상승으로 인해 혼합기가 바로 연소되는 ‘자기점화’ 또는 ‘조기점화’ 현상이 발생한다. 이 현상으로 인해 연비가 떨어지고 엔진에서 ‘탁탁’ 거리는 소음이 나는 노킹(knocking)현상이 발생한다.
노킹 현상이 지속되면 엔진 부품의 파손의 원인이 되기도 한다. 높은 압축비를 가지는 엔진일수록 이런 노킹 현상이 일어나기 쉬우므로 높은 압축비의 엔진에는 높은 옥탄가의 연료를 사용하여야 한다. 엔진의 종류에 따라 요구되는 옥탄가가 다르며, 휘발유를 사용할 때 엔진이 요구하는 옥탄가보다 높은 옥탄가의 휘발유를 사용하여야 한다.

## 옥테인값 측정 단위
나라마다 단위가 다른데, 대한민국에서는 RON 규격을 이용하고 미국에서는 AKI 규격을 이용한다.
- RON (Research Octane Number, 연구 옥테인값) : 통제된 시험용 엔진을 이용하여 옥테인값을 측정하는 방식. 대한민국을 비롯하여 일본과 유럽 등지에서 사용한다.
- MON (Motor Octane Number, 모터 옥테인값) : RON 시험시보다 더 높은 RPM 상태에서 부하를 주면서 측정하는 방식. 보통 같은 조건에서 RON 방식보다 낮은 수치가 나오는 편으로, RON보다 좀 더 실제 상황에 맞는 측정 방식이라고 한다.
- AKI (Anti-Knock Index, 도로 옥테인값) : 미국, 캐나다, 브라질 등에서 사용한다. 보통 RON과 MON의 평균 값으로 나오며 RON보다 수치가 약 4~5정도로 낮게 표시된다.

## 같이 보기
- 세탄가